# 나다사키정
나다사키정(灘崎町)은 일본 오카야마현 고지마군에 있던 정이다. 2005년 3월 22일에 오카야마시에 편입해 폐지되었다, 현재의 오카야마시 미나미구 나다사키 지역에 해당한다.

## 역사
- 1906년 4월 1일 - 히코사키촌, 나다촌의 일부가 합병해 고지마군 나다사키촌이 성립하였다.
- 1949년 4월 1일 - 정으로 승격해 나다사키정이 되었다.
- 2005년 3월 22일 - 오카야마시에 편입해 폐지와 함께 고지마군이 폐지되었다.
  - 합병후에는 합병 후 5년간 일정한 예산편성권을 가진 '나다자키정 합병 특례구'(합병 특례구 설치는 같은 날 설치된 오즈 합병 특례구와 함께 전국 최초)가 되어 특별직 구청장(임기 2년으로 오카야마시 나다자키 지소장을 겸무한다)이 두어 일정한 결정권을 가진 특례구 협의회가 설치되었다.
- 2009년 4월 1일 오카야마시가 정령지정도시로 이행해, 나다사키 지구의 행정구는 미나미구가 되었다. 나다사키 지소는, 잠정적으로 미나미 구청으로서 활용되었다.